# 台灣擬食蝸步行蟲
台灣擬食蝸步行蟲（學名：Carabus nankotaizanus）是步行蟲科的一種大型甲蟲，為台灣特有種昆蟲。

## 特徵
頭部及前胸背板呈紫銅色，背板較頭部寬，頭部狹長形。翅鞘呈黑色帶些許藍綠色光澤、外緣銅色；左右翅鞘互相癒合因而無法飛行。背部翅鞘表面佈滿大小狹長瘤狀突起，縱向皺褶交錯。

## 生態
曾廣泛分布於低海拔至中高海拔山區；但由於遭到大量的商業採集及低海拔山區棲地遭到破壞等原因而使數量遽減，被列為保育類II級野生動物。後於2009年於重新評估後暫由保育類除名，現今常見於台灣東部山區或鄰近森林的平原地帶
。
成蟲及幼蟲均以蝸牛或蚯蚓等生物為主食。受到威脅時，會從腹部噴射酸性刺激性液體以防禦天敵。

## 學名
種名的nankotaizanus源自於模式標本產地的南湖大山漢語名拉丁化而成。